# Championnat d'Europe de saut d'obstacles 1973
Navigation
Édition précédente Édition suivante
Le championnat d'Europe de saut d'obstacles 1973, douzième édition des championnats d'Europe de saut d'obstacles, a eu lieu en 1973 à Hickstead, au Royaume-Uni. Il est remporté par le Britannique Paddy McMahon.